# Década de 250
Séculos: Século II - Século III - Século IV
Decadas: 200 210 220 230 240 - 250 - 260 270 280 290 300
Anos: 250 251 252 253 254 255 256 257 258 259